# Stiftsamt Meißen

Die Meißner Ämter auf einer Karte von 1750, ein Ortsverzeichnis des Stiftsamt Meißen ist auf der linken Seite der Karte zu finden.

Das Stiftsamt Meißen war eine Verwaltungseinheit des 1806 in ein Königreich umgewandelten Kurfürstentums Sachsen und war dem Meißnischen Kreis angegliedert.

## Geschichte
Das Stiftsamt Meißen entstand in der Reformationszeit. Die nach der Säkularisation dem Domkapitel Meißen verbliebenen Besitzungen der Dombaukasse u. gewisser Domherrenpfründen wurden durch das Stiftsamt Meißen verwaltet. Dieses war mit der vom Domkapitel eingerichteten Verwaltung des Hochstifts identisch. Für die Justizverwaltung mit Ausübung der Patrimonialgerichtsbarkeit war der Stiftssyndikus zuständig, die Verwaltung der Einkünfte, die nicht dem Staat, sondern dem Domkapitel zufielen, erfolgte durch die Stiftsbaumeisterei. Das Stiftsamt bestand bis 1816 und wurde danach mit dem Erbamt Meißen vereinigt. Die Gerichtsbarkeit des Domkapitels wurde 1852 dem Kreisamt Freiberg übertragen.

## Gebiet
Das Stiftsamt Meißen hatte, außer der Jurisdiktion über die Gebäude des Domkapitels und 7 weitere Häuser in der Stadt Meißen und der Gerichtsbarkeit über die Meißner Domkirche einschließlich bestimmter „eingebauter“ Häuser und der Maria-Magdalenen-Kapelle, die landes- und grundherrlichen Rechte – allein oder anteilig – über folgende 21 Ortschaften mit zusammen (im Jahre 1800) knapp 2.000 Einwohnern wahrzunehmen:
Abend mit Neu-Höfgen, Boritz, Kemnitz, Kobitzsch, Lüttnitz mit Zschannewitz, Mettelwitz, Nieder-Toppschädel, Noßlitz, Ober-Wartha, Prositz bei Staucha, Rüsseina mit Kleßig, Saultitz, Schirmenitz, Sörnewitz, Wolkau, Zschaitz, Zöllmen.